# Argumentum ad antiquitatem
L'argumentum ad antiquitatem (aussi appelé appel à la tradition ou argument d'historicité) est un argument fallacieux qui joue sur l’idée que l’ancienneté d’une théorie ou d’une assertion étaye sa véracité. Cette argumentation peut aussi prétendre que la tradition détient les bonnes réponses, ou que quelque chose est bon ou juste « car cela a toujours été ou fait comme ça ».
Le contraire d'un argumentum ad antiquitatem est l'argumentum ad novitatem qui consiste à prétendre qu'une idée ou une proposition est correcte ou d'une validité supérieure parce qu'elle est nouvelle et « moderne ».

## Exemple
- « Ces règles ont été écrites il y a 100 ans et nous les avons toujours suivies. Par conséquent, il n'est pas nécessaire de les changer. »

Réfutation 1 : la société dans laquelle les règles ont été écrites a changé, et donc ces règles peuvent ne plus être applicables.
Réfutation 2 : ces règles étaient peut-être fausses (pseudo-science) mais on l'ignorait à l'époque.